# Gare de Lombez
La gare de Lombez était une gare ferroviaire française de la ligne de Toulouse à Boulogne-sur-Gesse, située sur le territoire de la commune de Lombez, dans le département du Gers, en région Occitanie.
C'était une halte, mise en service en 1901 par la compagnie des chemins de fer du Sud-Ouest et définitivement fermée au trafic des voyageurs en 1949.

## Situation ferroviaire
Établie à 174 mètres d'altitude, la gare de Lombez était située au point kilométrique (PK) 59,4 de la ligne de Toulouse à Boulogne-sur-Gesse, entre les gares de Samatan et d'Espaon - Cadeillan.

## Histoire
La gare de Lombez est mise en service le 6 avril 1901 par la compagnie des chemins de fer du Sud-Ouest.
La gare ferme en même temps que la ligne, le 31 décembre 1949.

## Service des voyageurs
Gare fermée située sur une section de ligne déclassée.